# Konrad IV Hohenstauf
Konrad IV, Konrad Hohenstaufen, (ur. 25 kwietnia 1228 w Andrii, zm. 21 maja 1254 w Lavello) – jako Konrad II był królem Jerozolimy od 1228 do 1254. Jako Konrad IV był królem Niemiec w latach 1237-1254. Jako Konrad I był królem Sycylii w latach 1250-1254.
Urodził się w Andrii jako drugie dziecko swoich rodziców, ale jego starsza siostra zmarła jako malutkie dziecko. Matka Konrada zmarła wskutek komplikacji po urodzeniu syna. Konrad mieszkał we Włoszech do 1235, w tym roku po raz pierwszy udał się do Niemiec.
Fryderyk II zdetronizował swojego najstarszego syna – spiskującego starszego przyrodniego brata Konrada – Henryka Hohenstaufa. W 1237 Konrad został koronowany w Wiedniu na króla Rzymu, tytuł ten później przekształcił się w tytuł cesarza Świętego Cesarstwa Rzymskiego. Jako regent Konrada do 1242 służył arcybiskup Moguncji Zygfryd III z Eppstein, później Fryderyk II wybrał na jego następców Henryka Raspe, landgrafa Turyngii, i Wacława I, króla Czech. Sam Konrad miał wpływ na politykę niemiecką od około 1240. W 1245 papież Innocenty IV ogłosił detronizację Fryderyka II i tym samym Konrada. Henryk Raspe, który poparł papieża, 22 maja 1246 został wybrany na następcę Fryderyka II – antykróla Niemiec. W sierpniu Henryk Raspe pokonał Konrada w bitwie pod Nidda, ale kilka miesięcy później zmarł. Tytuł antykróla otrzymał Wilhelm z Holandii.
Fryderyk II zmarł w 1250, Konrad odziedziczył po nim tytuł króla Sycylii, Niemiec i Jerozolimy. Dalej jednak trwał konflikt Konrada z papieżem. W 1251 Wilhelm z Holandii pokonał Konrada w bitwie, a on zdecydował się najechać Włochy, aby przywrócić tam swoje rządy. Nie był jednak w stanie pokonać sojuszników papieża, ośmielony papież zaś w 1253 zaoferował Sycylię synowi króla Anglii Henryka III – Edmundowi Crouchback.
W 1254 Konrad został ekskomunikowany, rok później zmarł na malarię w Lavello, we włoskim regionie Basilicata. Jego brat Manfred, a następnie syn Konrada bezskutecznie dalej walczyli z papieżem.
Zwłoki Konrada spłonęły przed pogrzebem w czasie pożaru katedry w Messynie.

## Małżeństwa i potomstwo
Poślubił Elżbietę Bawarską (1227-1273), z którą miał jednego syna – Konradyna.